# Tres Encinos, San Rafael
Tres Encinos är en ort i Mexiko.   Den ligger i kommunen San Rafael och delstaten Veracruz, i den sydöstra delen av landet, 250 km öster om huvudstaden Mexico City. Tres Encinos ligger 10 meter över havet och antalet invånare är 384.
Terrängen runt Tres Encinos är platt. Runt Tres Encinos är det ganska tätbefolkat, med 185 invånare per kvadratkilometer. Närmaste större samhälle är Puntilla Aldama, 4,9 km söder om Tres Encinos. Omgivningarna runt Tres Encinos är en mosaik av jordbruksmark och naturlig växtlighet.